# Brisbane International 2018 - Qualificazioni singolare maschile
Le qualificazioni del singolare maschile del Brisbane International 2018 sono state un torneo di tennis preliminare per accedere alla fase finale della manifestazione. I vincitori dell'ultimo turno sono entrati di diritto nel tabellone principale. In caso di ritiro di uno o più giocatori aventi diritto a questi sono subentrati i lucky loser, ossia i giocatori che hanno perso nell'ultimo turno ma che avevano una classifica più alta rispetto agli altri partecipanti che avevano comunque perso nel turno finale.

## Teste di serie
1. Aleksandr Bublik (primo turno)
2. Yannick Hanfmann (ultimo turno)
3. Ernesto Escobedo (qualificato)
4. Quentin Halys (primo turno)

1. Peter Polansky (qualificato)
2. Sebastian Ofner (ultimo turno)
3. Renzo Olivo (primo turno)
4. Jozef Kovalík (ultimo turno)

## Qualificati
1. John-Patrick Smith
2. Peter Polansky

1. Ernesto Escobedo
2. Michael Mmoh

## Tabellone qualificazioni

### Legenda
| - Q = Qualificato - WC = Wild card - LL = Lucky loser | - ALT = Alternate - SE = Special Exempt - PR = Protected Ranking | - w/o = Walkover - r = Ritirato - d = Squalificato |

### Sezione 1
|  | Primo turno | Primo turno        | Primo turno        | Primo turno | Primo turno |  |  | Ultimo turno | Ultimo turno       | Ultimo turno | Ultimo turno | Ultimo turno |  |
|  |             |                    |                    |             |             |  |  |              |                    |              |              |              |  |
|  | 1           | Aleksandr Bublik   | Aleksandr Bublik   | 4           | 4           |  |  |              |                    |              |              |              |  |
|  | Alt         | John-Patrick Smith | John-Patrick Smith | 6           | 6           |  |  | Alt          | John-Patrick Smith | 6            | 3            | 7            |  |
|  |             | Viktor Galović     | 4                  | 6           | 6           |  |  |              | Viktor Galović     | 4            | 6            | 62           |  |
|  | 7           | Renzo Olivo        | 6                  | 3           | 2           |  |  |              |                    |              |              |              |  |

### Sezione 2
|  | Primo turno | Primo turno      | Primo turno      | Primo turno | Primo turno |  |  | Ultimo turno | Ultimo turno     | Ultimo turno | Ultimo turno | Ultimo turno |  |
|  |             |                  |                  |             |             |  |  |              |                  |              |              |              |  |
|  | 2           | Yannick Hanfmann | Yannick Hanfmann | 6           | 7           |  |  |              |                  |              |              |              |  |
|  | WC          | Samuel Groth     | Samuel Groth     | 4           | 67          |  |  | 2            | Yannick Hanfmann | 1            | 6            | 3            |  |
|  |             | Filip Peliwo     | Filip Peliwo     | 2           | 2           |  |  | 5            | Peter Polansky   | 6            | 3            | 6            |  |
|  | 5           | Peter Polansky   | Peter Polansky   | 6           | 6           |  |  |              |                  |              |              |              |  |

### Sezione 3
|  | Primo turno | Primo turno      | Primo turno   | Primo turno | Primo turno |  |  | Ultimo turno | Ultimo turno     | Ultimo turno     | Ultimo turno | Ultimo turno |  |
|  |             |                  |               |             |             |  |  |              |                  |                  |              |              |  |
|  | 3           | Ernesto Escobedo | 6             | 4           | 6           |  |  |              |                  |                  |              |              |  |
|  | WC          | James Duckworth  | 2             | 6           | 4           |  |  | 3            | Ernesto Escobedo | Ernesto Escobedo | 6            | 7            |  |
|  |             | Denis Kudla      | Denis Kudla   | 65          | 4           |  |  | 8            | Jozef Kovalík    | Jozef Kovalík    | 2            | 64           |  |
|  | 8           | Jozef Kovalík    | Jozef Kovalík | 7           | 6           |  |  |              |                  |                  |              |              |  |

### Sezione 4
|  | Primo turno | Primo turno     | Primo turno   | Primo turno | Primo turno |  |  | Ultimo turno | Ultimo turno    | Ultimo turno    | Ultimo turno | Ultimo turno |  |
|  |             |                 |               |             |             |  |  |              |                 |                 |              |              |  |
|  | 4           | Quentin Halys   | Quentin Halys | 4           | 4           |  |  |              |                 |                 |              |              |  |
|  |             | Michael Mmoh    | Michael Mmoh  | 6           | 6           |  |  |              | Michael Mmoh    | Michael Mmoh    | 6            | 6            |  |
|  |             | Marcelo Arévalo | 6             | 63          | 2           |  |  | 6            | Sebastian Ofner | Sebastian Ofner | 4            | 3            |  |
|  | 6           | Sebastian Ofner | 2             | 7           | 6           |  |  |              |                 |                 |              |              |  |